# Kosmos-2251
O Kosmos-2251 (em russo: Космос-2251, significado Cosmos 2251) foi um satélite militar russo de comunicações. Foi lançado em 16 de junho de 1993 do Cosmódromo de Plesetsk, Rússia, através de um foguete Kosmos-3M.
Em 10 de fevereiro de 2009, o satélite colidiu com o satélite americano Iridium 33, na altura do zênite da Sibéria.

## Destruição
Às 16h56 UTC de 10 de fevereiro de 2009, ele colidiu com Iridium 33 (1997-051C), um satélite Iridium, na primeira grande colisão de dois satélites na órbita da Terra. O satélite Iridium, que estava operacional no momento da colisão, foi destruído, assim como o Kosmos-2251. A NASA informou que uma grande quantidade de destroços foi produzida pela colisão.